# Religija u Norveškoj
Religija u Norveškoj zastupljena je s nekoliko vjerskih zajednica.

## Povijest
Norveška se relativno kasnije pokrstila. Do dolaska kršćanstva germansko stanovništvo štovalo je skandinavske bogove, a Saami prakticirali šamanizam. Od 9. do 12. stoljeća u ove se krajeve širi kršćanstvo.
Pokrštavana je postupno do kraja u srednjem vijeku. Pripadala je krugu zapadnog kršćanstva. Nakon velike podjele, ovaj prostor dio je rimokatoličkog svijeta. Zapadni raskol odrazio se da je Norveška ostala uz rimskog papu. Pojava protestantizma dobro je primljena u Norveškoj, koja se priklonila evangeličkim luteranima. Reformacijom u Danskoj-Norveškoj uspostavljena je luteranska Norveška Crkva (bokmål: Den norske kirke, novonorveški: Den norske kyrkja) i prekinute sveze sa Svetom Stolicom 1536. – 1537. Od 1969. bila je "narodna Crkva" (Statskyrkja). Imala je povlašteni status u društvu. Norveška je Crkva bila službena Crkva u Norveškoj sve do 21. svibnja 2012. godine. Nakon tih promjena i dalje je povlaštena, ali nešto manje.

## Vjerska struktura
Procjene koje navodi CIA za 2011. godinu govore o sljedećem vjerskom sastavu:
- Norveška Crkva (evangelička luteranska - službena) 82,1%
- rimokatolici 1,8%
- ostali kršćani 3,9%
- muslimani 2,3%
- ostali 2,4%
- nespecificirano 7,5%

## Galerija
- Širenje kršćanstva u Europi i na Sredozemlju.
- Europa u doba velike podjele 1054. godine.
- Religija u Europi, na Sredozemlju i na Bliskom Istoku 1100.
- Zapadni raskol. Pristaše avignonskog (crveno) i rimskog (plavo) pape. 1409. slika se mijenja pojavom pisanskog pape. Zemljovid još nije potpun i točan.
- Religije u Europi 1560.